# Западный кукурузный жук

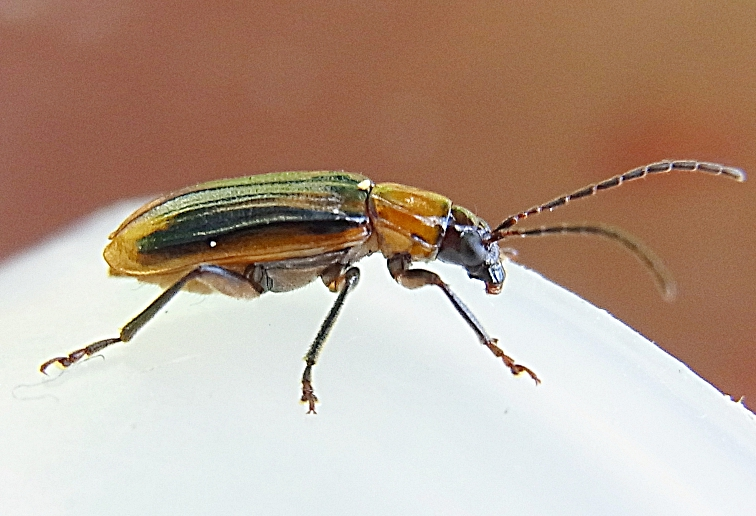
Имаго

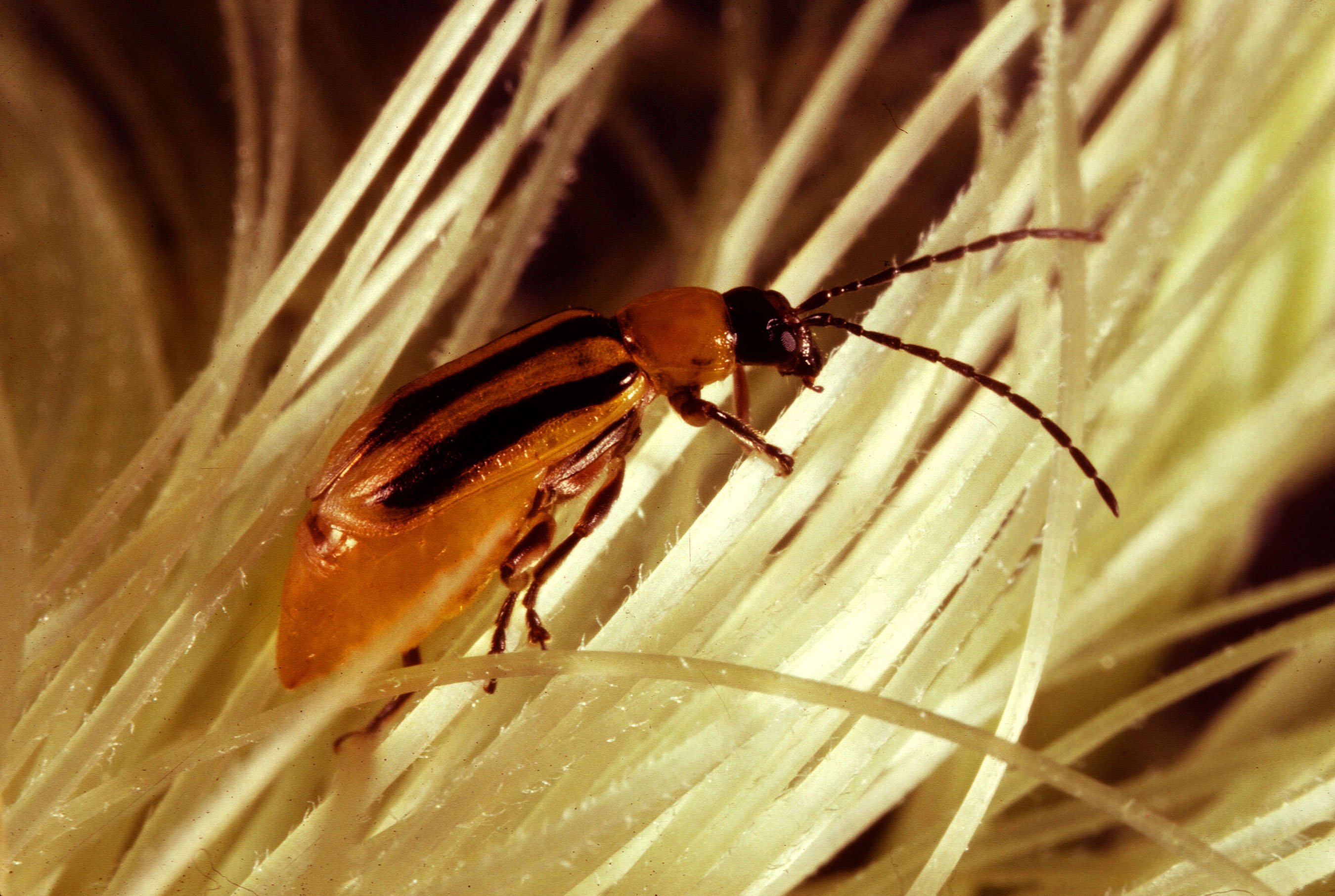

Западный кукурузный жук (лат. Diabrotica virgifera virgifera) — подвид жуков-листоедов (Chrysomelidae) рода Diabrotica из подсемейства козявок (Galerucinae) (Chrysomelidae). Северная Америка. Один из основных вредителей кукурузы (Zea mays) в США, где ежегодные потери и траты на борьбу с ним составляют около 1 млрд долл. В 1990-х годах был интродуцирован в Европу, в 2001 году найден в Закарпатье (Украина). Карантинный объект в России.

## Распространение
Северная Америка: Канада, Мексика, США. В 1990-х годах был интродуцирован в Европу. Венгрия (1992), Сербия (1992), Хорватия (1995),  Румыния (1996), Босния и Герцеговина (1997), Болгария (1998), Италия (1998), Черногория (1998), Югославия (1998), Словакия (2000), Швейцария (2000), Украина (2001), Чехия (2002), Австрия (2002),Франция (2002), Словения (2003), Бельгия (2003), Великобритания (2003), Нидерланды (2005), Германия (2007), Польша (2010).  Генетический анализ показал, что жуки, обнаруженные в Европе, являются потомками по меньшей мере трех разных популяций, независимо занесённых на материк.
Первые экземпляры в России обнаружены в 2011 году в Ростовской области.

## Описание
Мелкие жуки-листоеды, длина тела от 5 до 7 мм, основная окраска зеленовато-желтая. На надкрыльях имеет три характерные темные полосы, а на почти квадратной переднеспинке есть два блюдцеобразных вдавления.
Жуки поедают пыльцу, кукурузные столбики, зерна молочно-восковой спелости, а личинки питаются корнями растения. Взрослые жуки питаются пыльцой многих видов растений (представителями таких семейств как астровые, бобовые, маревые, злаковые, пасленовые и тыквенные). Личинки эти виды как правило не трогают, а питаются только на корнях кукурузы.
Министерство сельского хозяйства США считает, что западный кукурузный жук ежегодно приносит убыток в размере 1 млрд долл. США, в том числе 800 млн долл. в результате потери урожая и 200 млн долл. это стоимость обработки кукурузы. В России отнесён к карантинным объектам согласно действующему на данный момент приказу Минсельхоза РФ от 15.12.14 г., № 501 «Об утверждении перечня карантинных объектов».

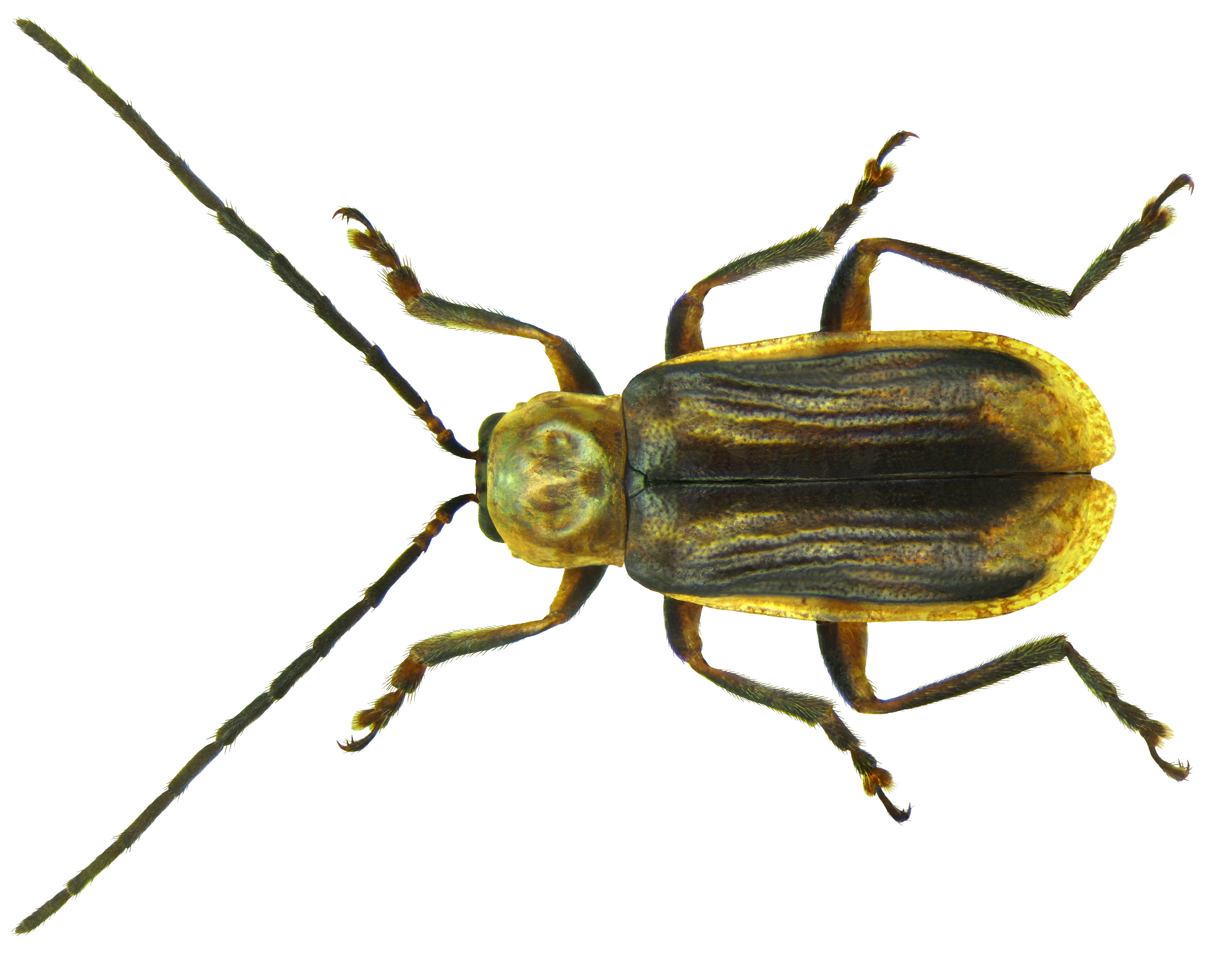
Взрослый жук
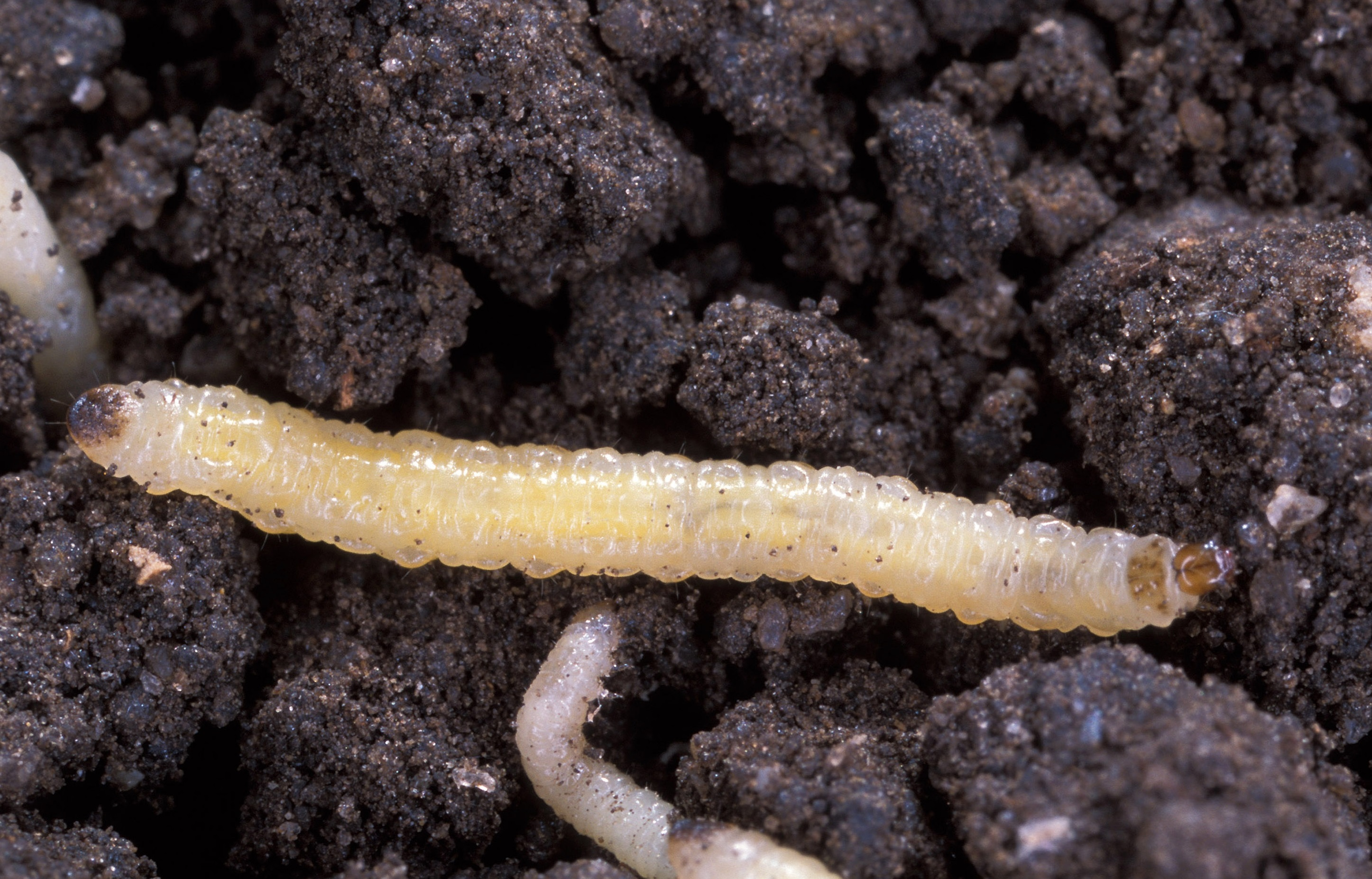
Личинка
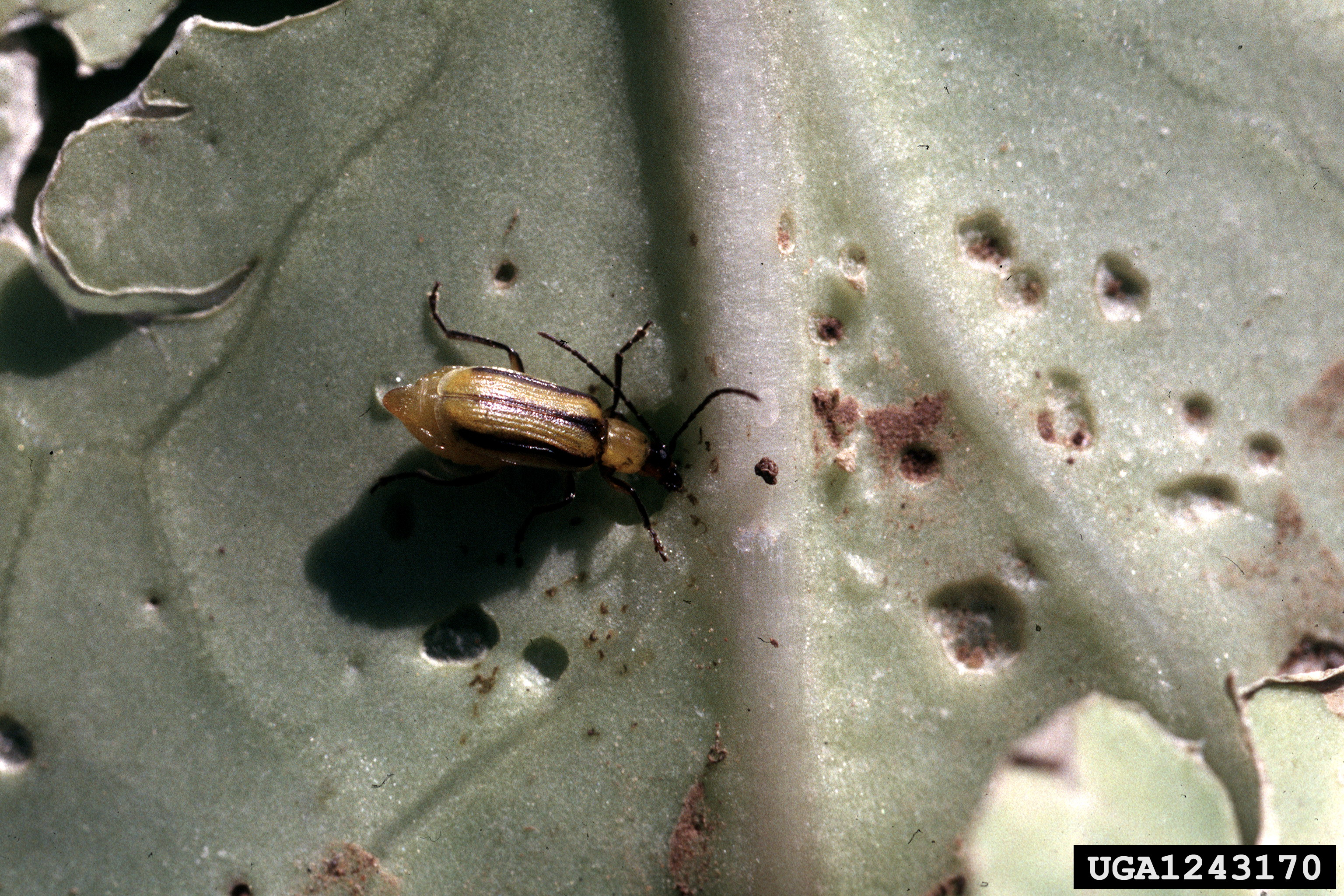
Повреждения